# Ischnosoma longicorne
Ischnosoma longicorne är en skalbaggsart som först beskrevs av Mäklin 1847.  Ischnosoma longicorne ingår i släktet Ischnosoma, och familjen kortvingar. Arten är reproducerande i Sverige.